# La respuesta (Juan Lepiani)
La respuesta es un óleo del pintor peruano Juan Lepiani realizado en 1891. Es parte de la colección pictórica del Museo de los Combatientes del Morro de Arica (Lima).

## Sobre el autor
Juan Lepiani (1864-1932) fue un pintor natural de Lima, que desde la última década del siglo XIX se hizo conocido por sus óleos inspirados en temas históricos y patrióticos, especialmente en episodios memorables de la Guerra del Pacífico. En 1900 se trasladó a Europa y se radicó hasta su fallecimiento en Italia, exceptuando un esporádico regreso al Perú en 1928-1929.

## Historia y descripción de la obra
La respuesta representa un episodio de la Guerra del Pacífico, ocurrido en la mañana del 5 de junio de 1880, en Arica, entonces puerto peruano sitiado por las fuerzas chilenas y defendida por el anciano coronel Francisco Bolognesi.
Bolognesi aparece representado junto a su estado mayor, en el interior de la casa donde residía (que hasta ahora se conserva con el nombre de Casa Bolognesi o Casa de La Respuesta). A la izquierda se ve al parlamentario chileno Juan José de la Cruz Salvo, enviado por su alto mando para exigir la rendición de Arica. Según los historiadores, la respuesta textual de Bolognesi fue la siguiente: «Tengo deberes sagrados que cumplir y los cumpliré hasta quemar el último cartucho». Sus oficiales le respaldaron unánimemente. Dos días después se libró la batalla de Arica.
En 2016 el museo fue nuevamente restaurado así como muchas piezas de su colección, como trajes militares y cartas manuscritas de Bolognesi. El equipo encargado estuvo conformado por los conservadores y restauradores Roxiemiro Fernández, Carlos Huallpa  y la historiadora del arte Eugenia Abadía fueron los responsables de la restauración de las obras y del museo.